# 川島衣里加
川島 衣里加（かわしま えりか）は、日本のタレントである。
所属事務所はソニー・ミュージックアーティスツ。

## 経歴
- ミンティアガールズ
- 175R「春風」PV
- 写ルンですパッケージ
- エスビー食品とろけるカレーCM
- 通販カタログシェモア
- モテル・カルフォルニアエリカ

など